# Coupe de Tunisie de football 1923-1924
Navigation
Coupe de Tunisie 1922-1923 Coupe de Tunisie 1924-1925
La Coupe de Tunisie de football 1923-1924 est la 2e édition de la coupe de Tunisie, une compétition à élimination directe mettant aux prises l’ensemble des clubs évoluant en Tunisie. Elle est organisée par la Ligue de Tunisie de football (LTFA). 
Cette édition enregistre la participation de 32 clubs. Cependant les clubs qui s’étaient retirés du championnat pour protester contre les décisions de la Ligue boycottent également la coupe : Stade gaulois, Melita Sports, Agricolos et Union sportive tunisienne (première division), Lutins de Tunis et l'Orientale (division d'honneur).

## Résultats

### Premier  tour préliminaire
- Jeunesse de Hammam Lif - Italia de Tunis : 3 - 1
- Club sportif du Belvédère - Football Club sioniste : 10 - 1
- Club africain - Jeunesse sportive : 1 - 0
- Football Club bizertin bat Stade mateurois
- Union sportive souk arbienne bat Union sportive khémissienne
- Sfax olympique bat Sporting Club de Sfax
- Club sportif gabésien bat Jeunesse sportive sfaxienne

### Deuxième tour éliminatoire
- Jeunesse de Hammam Lif bat Football Club du Kram
- Club athlétique tunisois - Club sportif du Belvédère : 4 - 0
- Jeanne d'Arc (Tunis)- Goulette Sports : 4 - 1
- La Radésienne bat Club africain
- Union athlétique tebourbienne bat Union sportive souk-arbienne
- Racing Club de Tunis - Club sportif des cheminots : 6 - 0
- Jeune France - Sporting Club de Tunis : 3 - 1
- Tunisian Sporting Club - Espérance sportive : 3 - 0
- Sfax olympique bat Club sportif gabésien
- Football Club bizertin : Qualifié par tirage au sort

### Huitièmes de finale
| Équipe 1                      | Équipe 2                     | Score 90'        |
| Racing Club de Tunis          | Kram olympique               | 10 - 0           |
| Sporting Club de Ferryville   | Football Club bizertin       | Victoire du SCF  |
| SVIC Club                     | Union athlétique de Tebourba | Victoire du SVIC |
| Jeunesse de Hammam Lif        | Jeanne d'Arc (Tunis)         | Victoire de JHL  |
| Club athlétique tunisois      | Sfax olympique               | 3 - 0            |
| Tricolores Tinja Sport        | La Radésienne                | 3 - 0            |
| Association sportive du Bardo | Tunisian Sporting Club       | 7 - 0            |
| Jeune France                  | Avant-garde de Tunis         | 1 - 0            |

### Quarts de finale
| Équipe 1                    | Équipe 2                      | Score 90'       |
| Racing Club de Tunis        | Association sportive du Bardo | 3 - 0           |
| Sporting Club de Ferryville | Tricolores Tinja Sport        | Victoire du SCF |
| Club athlétique tunisois    | Jeune France                  | 1 - 0           |
| Jeunesse de Hammam Lif      | SVIC Club                     | 2 - 1           |

### Demi-finales
| Équipe 1                    | Équipe 2                 | Score 90' |
| Racing Club de Tunis        | Club athlétique tunisois | 4 - 1     |
| Sporting Club de Ferryville | Jeunesse de Hammam Lif   | 3 - 0     |

### Finale
| Date         | Équipe 1             | Équipe 2                    | Score 90'     |
| 30 mars 1924 | Racing Club de Tunis | Sporting Club de Ferryville | 2 - 1 (a. p.) |